# Partit Nacional Catòlic
Partit Nacional Catòlic (neerlandès Katolieke Nationale Partij, KNP) fou un partit polític neerlandès creat l'11 de desembre de 1948 per Charles Welter, antic ministre d'afers colonials, membre del Partit Popular Catòlic contrari a la col·laboració amb el Partit del Treball i a la independència d'Indonèsia. A les eleccions legislatives neerlandeses de 1948 va obtenir un escó, que va repetir a les de 1952. El 1955, pressionat pels bisbes, Welter va tornar al Partit Popular Catòlic i fou elegit diputat a les eleccions de 1956 i 1959.

## Resultats electorals
| Any  | Vots    | %    | Escons  | +/- | Govern   |
| ---- | ------- | ---- | ------- | --- | -------- |
| 1948 | 62,376  | 1.26 | 1 / 100 | Nou | Oposició |
| 1952 | 144,520 | 2.71 | 2 / 100 | 1   | Oposició |